# Велино (озеро)
Велино — озеро в Самолвовской волости Гдовского района Псковской области.
Площадь — 1,6 км² (160,0 га). Максимальная глубина — 16,7 м, средняя глубина — 5,7 м.
На берегу озера расположены деревни: Ореховцы, Озера.
Сильнопроточное. Через озера с востока на запад протекает река Желча, впадающая в Чудское озеро.
Тип озера лещово-плотвичный с уклеей судаком. Массовые виды рыб: щука, плотва, окунь, лещ, судак, уклея, густера, красноперка, ерш, линь, карась, язь, налим, вьюн, щиповка, пескарь, елец, жерех, голавль, бычок-подкаменщик, рыбец, угорь, отмечены заходы снетка, ряпушки, сига; раки (единично).
Для озера характерны: крутые, отлогие берега; в профундали — ил, заиленный песок; в литорали — песок, заиленный песок, коряги; есть береговые и донные ключи.